# 千葉萌陽高等学校
千葉萌陽高等学校（ちばほうようこうとうがっこう）は、千葉県香取市佐原イにある私立高等学校。

## 概要
1901年（明治34年）に佐原淑徳裁縫女学校として開校。1933年（昭和8年）4月、高等女学校令により私立佐原女子商業学校に名称変更。1948年（昭和23年）4月、新学制により佐原淑徳高等学校に改称した。
2001年（平成13年）4月、校名を千葉萌陽高等学校に改称。
地域の女子教育振興を1世紀以上の歴史の中で実践してきた。現在、普通科の中に特進コース、情報コース、服飾デザインコースを設けている。